# 유정래
유정래는 대한민국의 배우이다.

## 출연작

### 영화
- 《두번할까요》 (2019년) - 웨딩플래너 역
- 《미쓰백》 (2018년) - 여자경찰 역
- 《안시성》 (2018년) - 구음여인 역
- 《주관식 문제》 (2017년) - 연극부 교사 역 (단편)
- 《탐정 홍길동: 사라진 마을》 (2016년) - 활빈당 길동 부하 5 역
- 《위대한 소원》 (2016년) - 리포터 역
- 《광야에서 너를 부른다》 (2015년)

### 드라마
- 2014년 SBS 수목드라마 《쓰리 데이즈》 - 정래 경호관 역
- 2014년 tvN 수목드라마 《마이 시크릿 호텔》
- 2015년 SBS 수목드라마 《가면》
- 2015년 SBS 월화드라마 《육룡이 나르샤》
- 2016년 tvN 월화드라마 《치즈인더트랩》
- 2016년 SBS 수목드라마 《질투의 화신》 - 간미영 역
- 2017년 SBS 월요드라마 《초인가족 2017》
- 2017년 SBS 월화드라마 《의문의 일승》 - 여은주 역
- 2018년 OCN 주말드라마 《작은 신의 아이들》 - 이채영 역
- 2018년 OCN 수목드라마 《신의 퀴즈: 리부트》 - 임시현 역
- 2019년 SBS 월화드라마 《해치》 - 규화은 역
- 2020년 KBS2 월화드라마 《그놈이 그놈이다》 - 홍보희 역
- 2021년 MBC 수목드라마 《미치지 않고서야》 - 어해미 역
- 2023년 Disney+ 웹드라마 《레이스》 - 전다정 역